# Petr Lukáš
Petr Lukáš (* 24. April 1978 in Brandýs nad Labem-Stará Boleslav) ist ein tschechischer Fußballspieler auf der Position eines Abwehrspielers (Innenverteidiger). Nach einer nur kurzen Station in Österreich zog ihn wieder zurück in sein Heimatland, wo er erneut von seinem letzten Stammverein FK Teplice, bei dem er unter anderem auch als Führungsspieler und Mannschaftskapitän tätig war, aufgenommen wurde.

## Karriere

### Jugend
Lukáš begann seine Karriere in der Jugend vom FK Mladá Boleslav, von wo er 1996 in den Nachwuchs des AC Sparta Prag geholt wurde.

### Vereinskarriere
Bei seiner ersten Station in Prag wurde er insgesamt dreimal Meister. Im Winter 2000 wechselte er für ein Jahr (bis zum darauffolgenden Winter) zum FK Jablonec. Danach ging sein Karriereweg weiter und der Innenverteidiger wurde bei Slovan Liberec unter Vertrag genommen. Dort konnte er seinen vierten Meistertitel 2002 feiern. Für die Saison 2005/06 kehrte er zu Sparta Prag zurück. In dieser Saison konnte er mit den Hauptstädtern seinen ersten Pokalsieg feiern. Darauffolgend ging er zum FK Teplice und wurde 2009 zum zweiten Mal Pokalsieger. Im Winter 2011 wechselte er zu LASK Linz, um den Verein vor dem Abstieg aus der höchsten österreichischen Spielklasse mizubewahren. Lukáš konnte in 13 Einsätzen den Gang in die zweite Liga nicht verhindern und wechselte daraufhin wieder zurück in die Heimat zum FK Teplice.

### Erfolge
- 4 × tschechischer Meister 1997, 1998, 1999, 2002
- 2 × tschechischer Pokalsieger 2006, 2009